# Amomum stenocarpum
Amomum stenocarpum är en enhjärtbladig växtart som beskrevs av Theodoric Valeton. Amomum stenocarpum ingår i släktet Amomum och familjen Zingiberaceae. Inga underarter finns listade i Catalogue of Life.